# Hanns von Gumppenberg
Hanns von Gumppenberg, född 4 december 1866 i Landshut, död 29 mars 1928 i München, var en tysk friherre och författare.
Gumppenberg var till börden bayrare, och skrev komedier, historiska skådespel, diktsamlingar, essayer och avhandlingar. Gumppenberg som rönte starkt inflytande från sekelskiftets ockultism, ägde samtidigt en rik humoristisk ådra, framträdande i hans burleska parodier, såsom Teutsches Dichterross, in allen Gangarten vorgeritten (1901). Gumppenberg var en av grundarna av Münchenkabareten Die elf Scharfrichter.